# Wasserkraftwerk Tharandt
Das Wasserkraftwerk Tharandt ist ein Laufwasserkraftwerk in der sächsischen Kleinstadt Tharandt und Bestandteil der z. T. in einem Freispiegelstollen geführten Rohwassertrasse Talsperre Klingenberg – Wasserwerk Coschütz (Dresden). Es wurde von 1924 bis 1926 errichtet, ist seit 1926 in Betrieb und steht seit dem Jahr 2000 lt. Landesamt für Denkmalpflege Sachsen unter Denkmalschutz. Betreiber ist die ENSO Energie Sachsen Ost AG, welche es auch in ihren Energie-Erlebnispfad eingebunden hat.
Technisch ausgerüstet ist es wie folgt:
- 2 Stück Francisspiralturbinen, Bj. 1926 (Voith Heidenheim)
- vollautomatischer Betrieb seit 1993

Das erste öffentliche Wasserkraftwerk von Sachsen lieferte übrigens schon 1893 aus der Schlossmühle Tharandt (heute Fa. Schubert & Fiedler) Strom in die umliegenden Häuser und an die öffentliche Straßenbeleuchtung. Es wurde von Mühlenbesitzer Ernst Schmieder nach dem Vorbild der 1892 in Sachsen zuerst betriebenen (nichtöffentlichen) elektrischen Anlage aus Olbernhau gebaut.